# Лез-Ольер-сюр-Эрьё
Лез-Олье́р-сюр-Эрьё (фр. Les Ollières-sur-Eyrieux, окс. Las Olièras) — коммуна во Франции, находится в регионе Рона — Альпы. Департамент коммуны — Ардеш. Входит в состав кантона Прива. Округ коммуны — Прива.
Код INSEE коммуны 07167.

## Население
Население коммуны на 2008 год составляло 921 человек.
| 1962 | 1968 | 1975 | 1982 | 1990 | 1999 | 2008 |
| ---- | ---- | ---- | ---- | ---- | ---- | ---- |
| 1015 | 960  | 788  | 793  | 769  | 797  | 921  |

## Экономика
В 2007 году среди 534 человек в трудоспособном возрасте (15-64 лет) 371 были экономически активными, 163 — неактивными (показатель активности — 69,5 %, в 1999 году было 65,8 %). Из 371 активных работали 335 человек (184 мужчины и 151 женщина), безработных было 36 (14 мужчин и 22 женщины). Среди 163 неактивных 33 человека были учениками или студентами, 70 — пенсионерами, 60 были неактивными по другим причинам.

## Фотогалерея

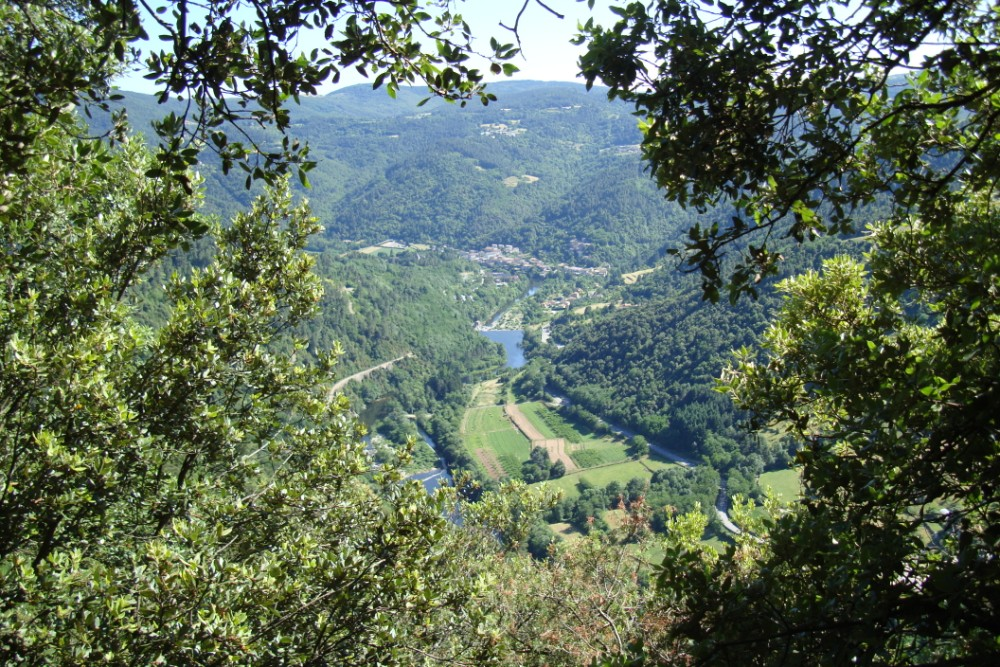
Вид на Лез-Ольер-сюр-Эрьё
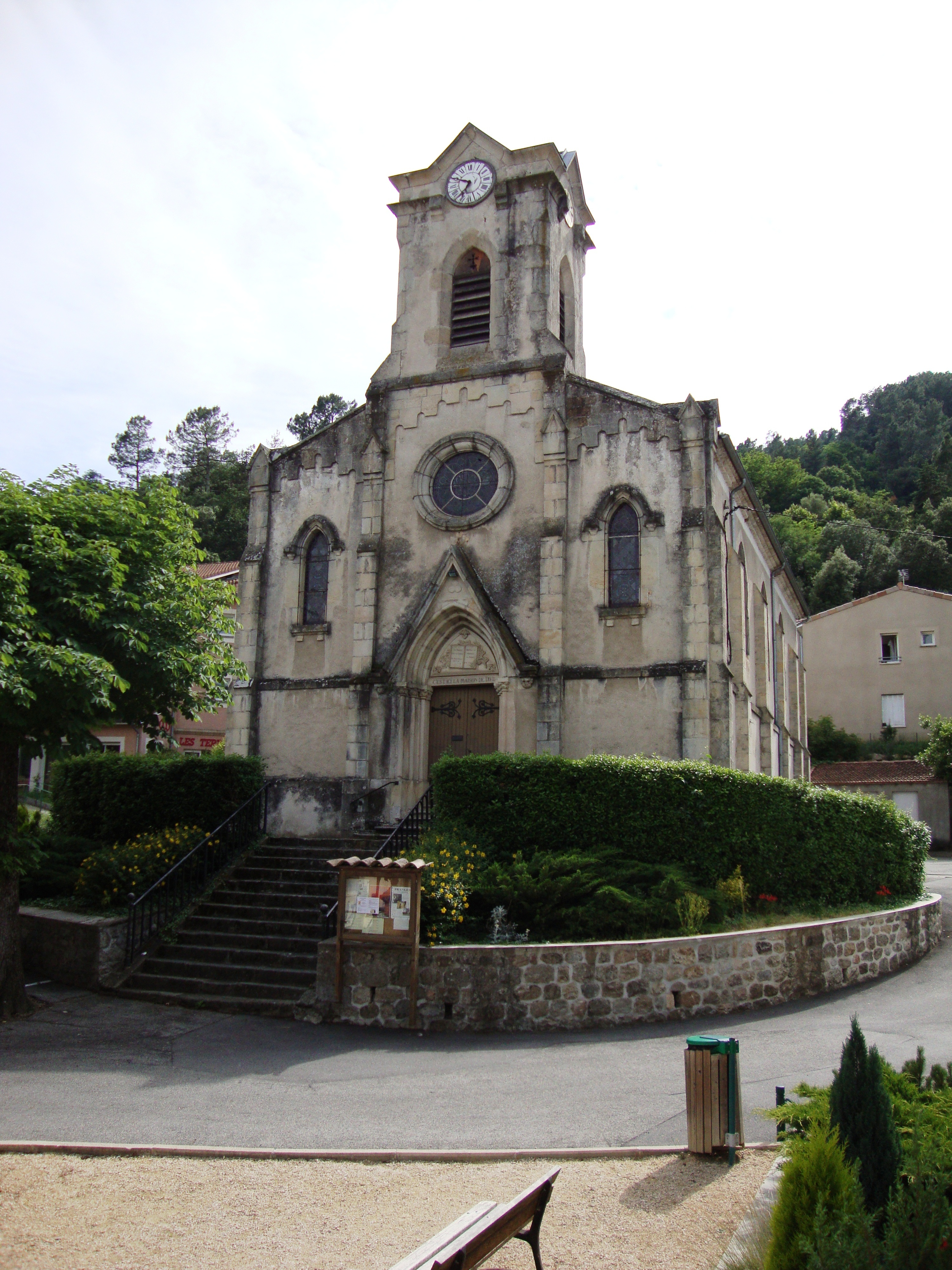
Церковь
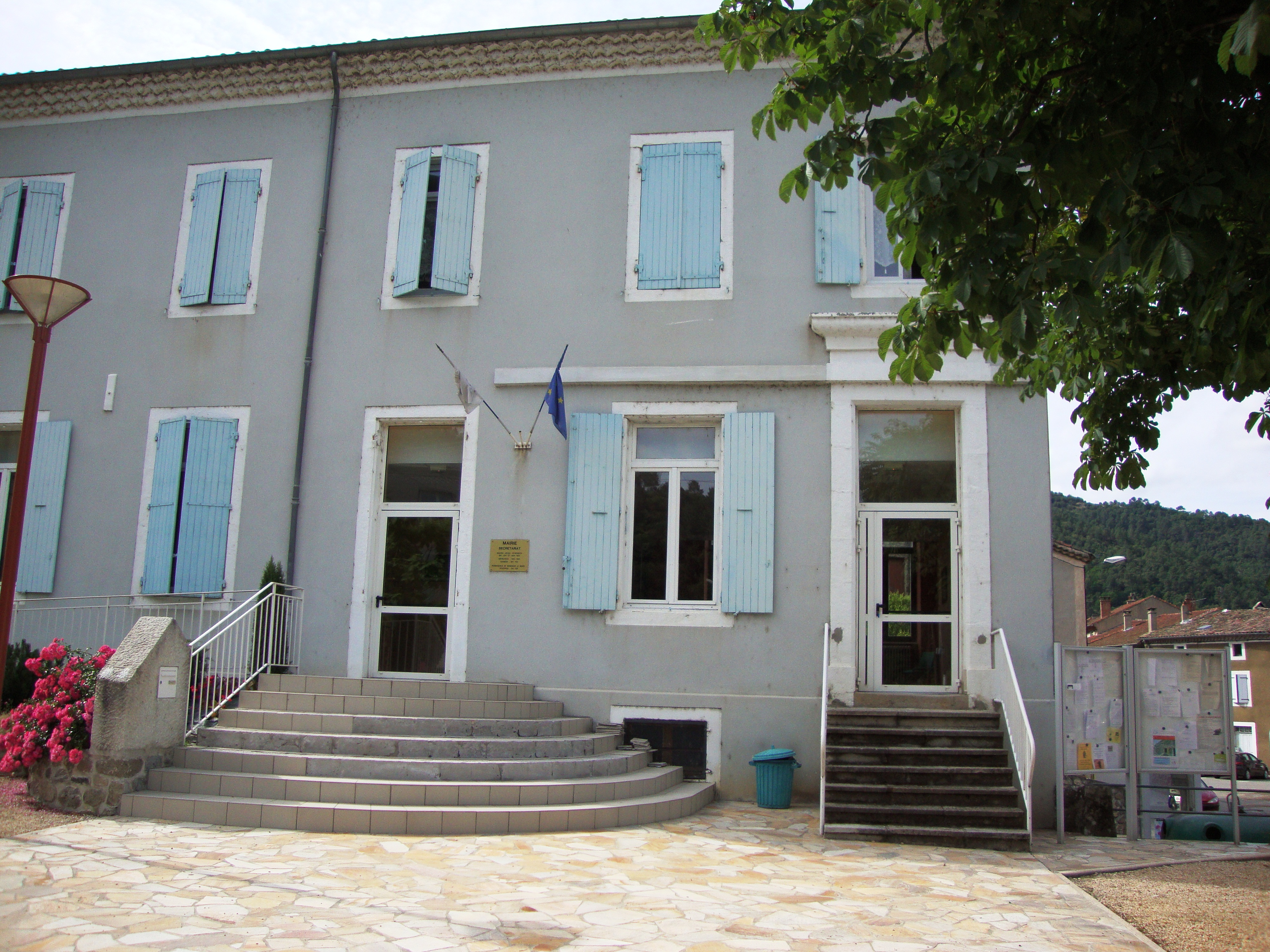
Мэрия
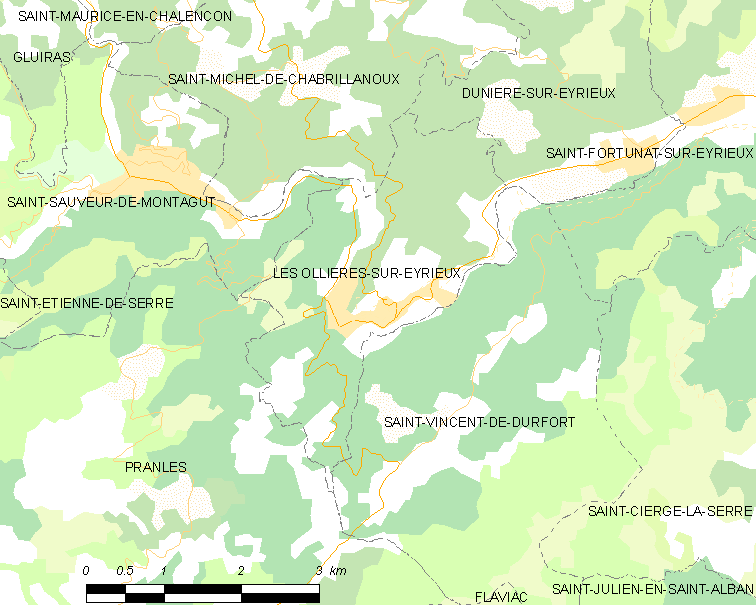
Карта коммуны